# 睡莲盆景
《睡莲盆景》（睡莲池；1919）是法国印象派画家克洛德·莫奈的睡莲系列画作之一。  这是一幅尺寸为 100x201 厘米的帆布油画。

## 参展
- 巴黎，伯恩海姆-青年美术馆 ，莫奈，1921年1月至2月，编号：44 或 45。
- 匹兹堡，卡内基研究所，花园艺术，1922年6月至7月，编号：101。
- 纽约，杜兰·鲁尔画廊，睡莲（莫奈），1924年2月，编号：1-4。
- 巴黎，杜兰德-吕埃尔美术馆，向莫奈致敬，1926年。
- 费城，艺术俱乐部，莫奈纪念展，2001年4月
- 纽约，苏富比，1971年5月，拍卖展
- 伦敦，佳士得，2008年6月，拍卖展
- 这幅画于1919年在吉维尼绘制，在过去的 80 年中仅在公开合出现过一次。

## 流转
- 1919年 - 由伯恩海姆-青年美术馆在11月从莫奈手中购得，巴黎
- 1921年 - 伯恩海姆-青年美术馆和杜兰德-吕埃尔美术馆共同有，巴黎，1月
- 1922年 - 巴黎杜兰德鲁-吕尔画廊独有（编号 11874 和 D13373）。
- 时间未知 - 让·德阿拉耶尔 (Mme d'Alayer, née Marie-Louise Durand-Ruel)，巴黎
- 时间未知 - 萨姆·萨尔斯公司，纽约。
- 1968年 - 诺顿·西蒙夫妇，洛杉矶，约1968年
- 1971年 - 纽约苏富比，1971年5月5日，拍品编号 41。
- 1971年 - 伊丽莎白·克莱芒蒂娜·米勒·坦格曼夫人以32万美元的价格从苏富比拍卖购得，印第安纳州哥伦布市，8月
- 1993年 - J·欧文 和 齐妮娅·S·米勒，从上述坦格曼夫人处购得
- 2008年 - 拍品16，以 3650 万英镑成交，含税总价超过4000万英镑，伦敦佳士得，6月24日
- 2008 - 国际艺术与管理公司，私人收藏

## 拍卖纪录
- 1971年 - 纽约苏富比，1971年5月，21万美元
- 2008年 - 伦敦佳士得，2008年6月，80,451,178美元成交，创下克劳德·莫奈作品的拍卖纪录，也是欧洲艺术品的第二高价。